# Robin Herd

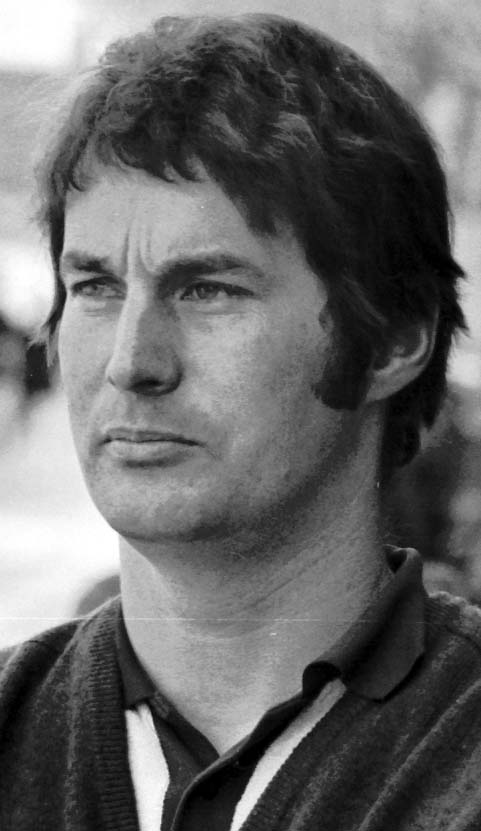
Robin Herd (1971)

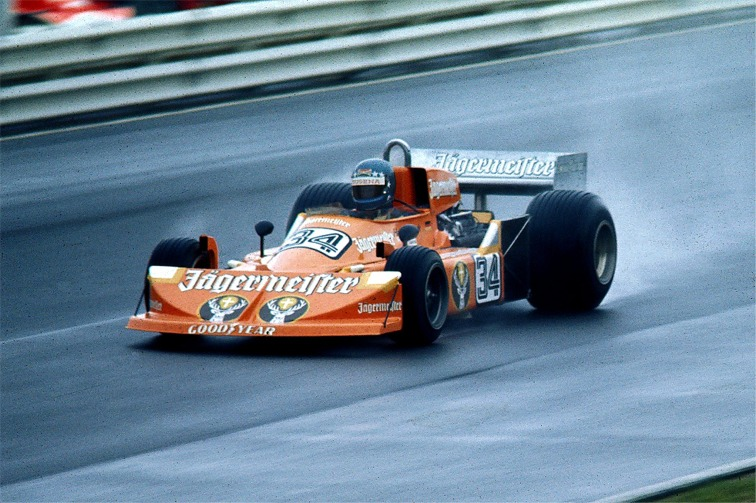
Hans-Joachim Stuck 1976 im March-F1 auf der Zielgeraden des Nürburgrings

Robin Herd, CBE (* 23. März 1939; † 4. Juni 2019) war ein englischer Ingenieur, Rennwagen-Konstrukteur und Mitgründer des Rennstalls March Engineering.

## Karriere

### McLaren
Herd studierte am St Peter’s College in Oxford und arbeitete zunächst als Ingenieur für die Royal Aircraft Establishment an der Entwicklung der Concorde. 1965 wurde er von McLaren abgeworben und im Auftrag von Firestone mit der Entwicklung des McLaren M2, eines Rennwagen-Versuchsträgers aus einem Verbundwerkstoff aus Holz und Aluminium, betraut. Der Wagen wurde 1966 mit wenig Erfolg in der Formel 1 eingesetzt. Herds Sportwagen für die CanAm-Serie konnte jedoch 1966, 1967 und 1968 Titel für McLaren gewinnen. Herd konstruierte den McLaren M7A für die Saison 1968 und wechselte dann zu Cosworth, um dort einen allradgetriebenen Formel-1-Wagen zu entwickeln.

### March Engineering
Als das Cosworth-Projekt abgebrochen wurde, tat sich Herd 1969 mit Max Mosley, Alan Rees und Graham Coaker zusammen und gründete March Engineering. Die neue Firma entwickelte sich schnell zu einem erfolgreichen Rennwagen-Hersteller. Ende 1977 war Herd das letzte in der Firma verbliebene Gründungsmitglied. Er zog March aus der Formel 1 zurück und konzentrierte sich auf den Bau von Fahrzeugen für die Formel 2 und die Formel 3. 
Nach einer kurzen, erfolglosen Rückkehr in die Formel 1 in der Saison 1981 verlagerte Herd sein Tätigkeitsfeld in die USA. Die March-IndyCars wurden zum dominierenden Wagen der 1980er. Im Zuge des Erfolgs brachte Herd seine Firma 1986 an die Börse. Im gleichen Jahr wurde er für seine Verdienste um die Motorsport-Industrie zum Commander of the British Empire ernannt.
1987 brachte Herd March mit dem Hauptsponsor Leyton House nochmal zurück in die Formel 1. 1989 verkaufte er das Team an den japanischen Konzern und gründete Robin Herd Ltd., ein Konstruktionsbüro in Bicester. Hier entwickelte Herd einen weiteren Formel-1-Wagen und stieg 1991 unter dem Firmennamen Fomet 1 mit dem Fondmetal-Team wieder in die höchste Rennsport-Klasse ein. 1992 schloss er mit dem Larrousse-Team einen Vertrag über die Lieferung von Rennwagen. Als dieses 1995 aufgelöst wurde, benannte Herd sein Büro in GenTech um und arbeitete für das CART-Team Forsythe Racing.
Kurz darauf zog sich Herd jedoch vom Rennsport zurück und kaufte den englischen Fußballverein Oxford United mit dem Ziel, das Stadion zu erneuern. Außerdem gründete er eine Firma für die Forschung an erneuerbarer Energie. Beide Projekte waren wenig erfolgreich. Nach zweieinhalb Jahren zog sich Herd aus dem Fußballverein zurück.